# Toddrick Gotcher
Toddrick Gotcher (nacido el 14 de marzo de 1993 en Dallas, Texas) es un jugador de baloncesto estadounidense que pertenece a la plantilla del CSM Oradea de la Liga Națională, el primer nivel del baloncesto rumano. Con 1,93 metros de altura juega en la posición de escolta.

## Trayectoria profesional
Es un jugador formado en Texas Tech Red Raiders y tras no ser elegido en el Draft de la NBA de 2016, vivió su primera experiencia como profesional en la temporada 2016-2017, en las filas del Koroivos BC.
En la temporada 2017-18, firma como jugador del Cholet Basket de la Pro A, la máxima división francesa.
El 27 de diciembre de 2020, firma por el Charilaos Trikoupis B.C. de la A1 Ethniki.
El 2 de agosto de 2021, firma por el CSO Voluntari de la Liga Națională, el primer nivel del baloncesto rumano. Jugó dos temporadas en ese club, uniéndose al CSM Oradea en 2023.